# M1 Garand

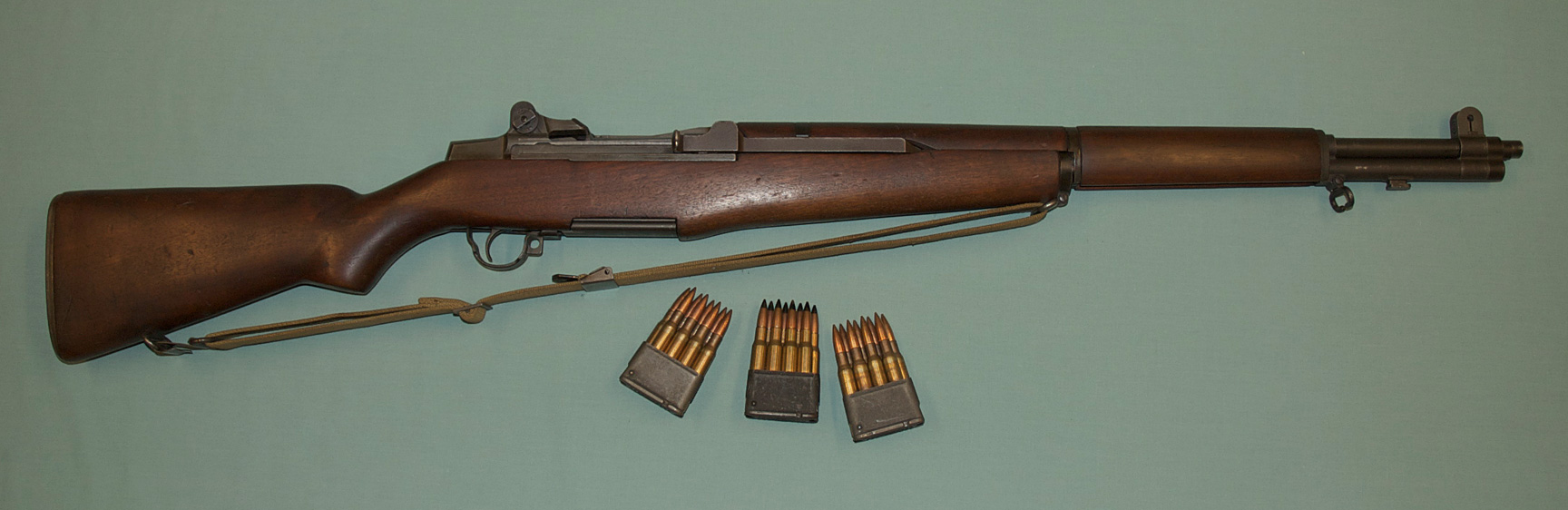
M1 Garand med laddramar.

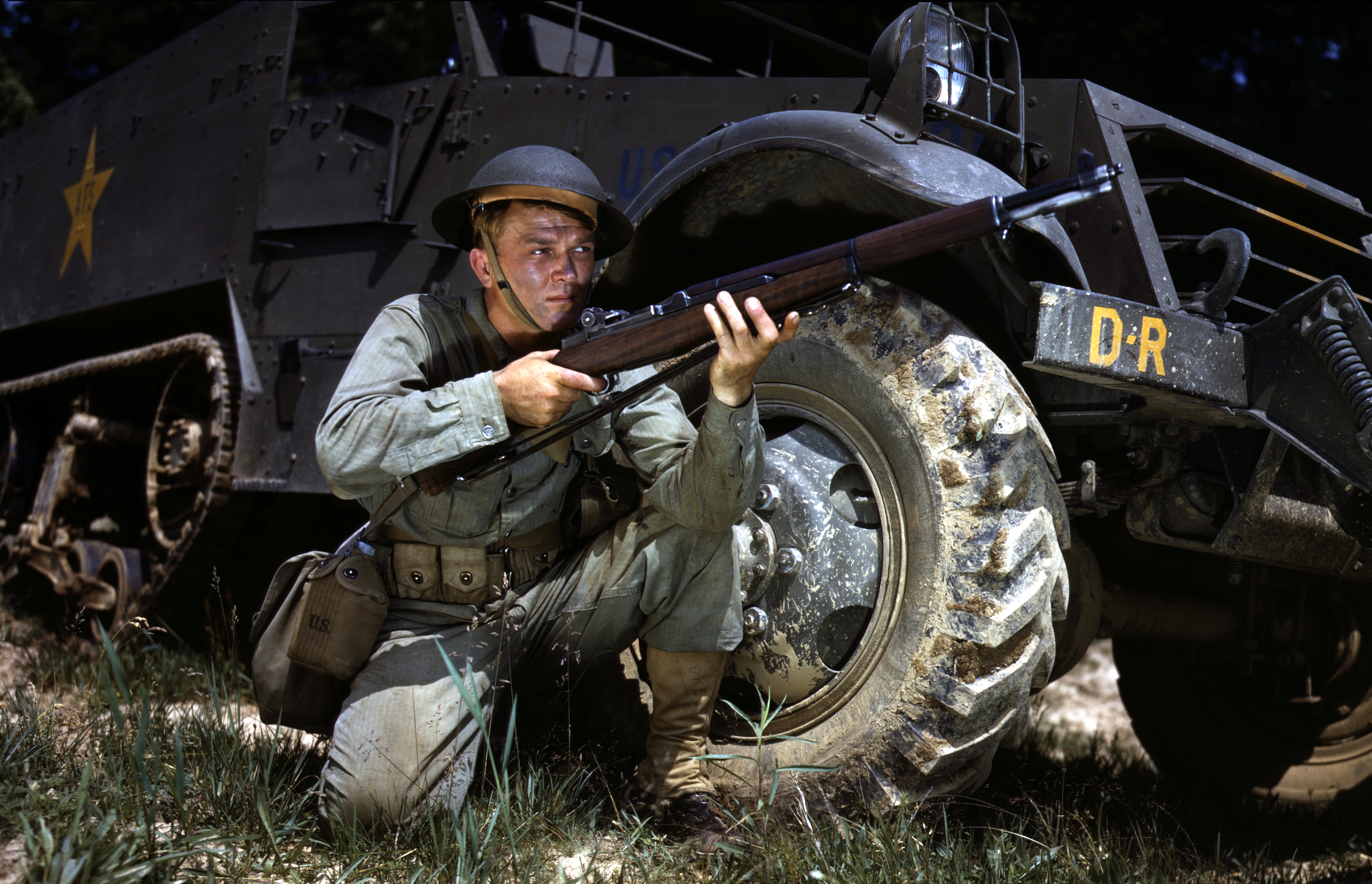
En infanterist med M1 Garand under andra världskriget

M1 Garand är ett automatgevär som var det amerikanska infanteriets standardvapen under andra världskriget och Koreakriget.

## Historik
M1 Garand är namngiven efter sin skapare, kanadensaren John C. Garand, som var anställd vid Springfield Armory under 1920- och 1930-talen där han arbetade på att ta fram ett halvautomatiskt gevär. 1932 fick han patent på sin uppfinning och samma år rekommenderades hans vapen som nytt standardvapen efter att ha prövats av USA:s armé.
Högsta ledningen ville dock att vapnet skulle ha samma kaliber som det föregående standardvapnet, repetergeväret M1903 Springfield, och detta ledde till att bytet fördröjdes till 1936. Efter att bytet genomförts upptäcktes dock att vapnet alltför lätt drabbades av eldavbrott och efter att klagomål om detta nådde den amerikanska kongressen blev John C. Garand tvungen att konstruera om sitt vapen. 1939 började man ta de nya, förbättrade gevären i bruk. Då USA genom den japanska attacken mot Pearl Harbor 1941 blev indraget i andra världskriget var dock bytet inte helt genomfört utan en del trupper slogs under den inledande fasen med de gamla M1903 Springfield (främst i Stilla havet).
M1 Garand var det första halvautomatiska geväret att antas som standardvapen. Andra länder som deltog i andra världskriget hade endast halvautomatiska gevär i mindre utsträckning och förlitade sig främst på repetergevär som infanteristens huvudbeväpning vilken gav amerikanska trupper ett taktiskt övertag i strid. Den främsta nackdelen med M1 Garand var det interna magasin som endast med möda kunde fyllas på om skytten inte redan avlossat alla patroner. Ett annat särdrag är att laddramen kastas ut ur magasinet med ett ljudligt pingande då sista patronen avfyrats. En populär myt som cirkulerat är att detta ping kunde höras av fienden, som då passade på att skjuta. Detta är dock numera fullständigt vederlagt, eftersom ljudet helt drunknar i stridslarmet.
Cirka 5,4 miljoner vapen tillverkades innan produktionen upphörde 1956, året innan man började införa efterträdaren M14 (en automatkarbin). Förutom i USA har M1 Garand även licenstillverkats i Danmark, Italien och Frankrike med flera länder. Vapnet var det amerikanska infanteriets standardvapen i Koreakriget men användes också i de inledande faserna av Vietnamkriget av vissa trupper på grund av brist på de nyare automatkarbinerna (M14). Under beteckningen M1D och utrustat med ett kikarsikte användes vapnet av USA som prickskyttegevär fram till mitten av 1960-talet.

## Användare
- Argentina: Mottog cirka 30 000 M1:or från den amerikanska regeringen före 1964. Några konverterades till att acceptera BM59-magasin under 1960-talet. Används också av den argentinska marinkåren med 7.65x54 mm kaliber[1][2]
- Brasilien: Mottog ett stort antal M1-gevär från den amerikanska regeringen i början av 1950-talet. Några konverterades till 7.62x51mm NATO-patron och att acceptera FN FAL-magasin.[2]
- Kambodja: Mottog M1-gevär från den amerikanska regeringen.[3]
- Danmark - Mottog 69 810 M1-gevär (betecknades "Gevær m/50") från den amerikanska regeringen före 1964. Några konverteras till 7.62x51mm NATO-patron.[4] Köpte också 20 000 M1:or från Italien.[5] Geväret har nu fasats ur drift.
- Etiopien: Mottog 20 700 M1-gevär från den amerikanska regeringen på 1960-talet.[4]
- Frankrike - Användes av Främlingslegionen och Fria franska styrkorna.[6][7] Frankrike mottog även 232 500 M1-gevär från den amerikanska regeringen 1950–1964.[4]
- Västtyskland: Mottog 46 750 M1-gevär från den amerikanska regeringen före 1965.[4]
- Grekland: Mottog 186 090 M1 och 1880 M1C/M1D-gevär från den amerikanska regeringen före 1975.[4] Används fortfarande för ceremoniellt bruk av Evzones.
- Indonesien: Mottog mellan 55 000 och 78 000 M1:or och ett mindre antal M1C från den amerikanska regeringen före 1971; några gevär levererades också av Italien.[2]
- Iran: Mottog 165 490 M1-gevär från den amerikanska regeringen före 1964.[4]
- Israel: Mottog upp till 60 000 M1-gevär från den amerikanska regeringen före 1975.[4]
- Italien: Användes av armén från 1945. Beretta licensbyggde 100 000 M1:or från 1950 fram till antagandet av BM59 år 1959.[5] Mottog också 232 000 M1:s från den amerikanska regeringen mellan 1950 och 1970.[2]
- Japan: Utfärdades till nationella polisreserven. Används fortfarande som ceremoniellt vapen.[8]
- Jordanien: Mottog uppskattningsvis 25 000–30 000 M1-gevär från den amerikanska regeringen före 1974.[4]
- Laos: Mottog 36 270 M1-gevär från den amerikanska regeringen 1950–1975.[4]
- Norge: Mottog 72 800 M1-gevär från den amerikanska regeringen före 1964.[4]
- Pakistan: Mottog möjligen 150 000 M1-gevär från den amerikanska regeringen 1975.[4]
- Panama[9]
- Paraguay: Mottog 30 750 M1-gevär från den amerikanska regeringen före 1975.[4]
- Filippinerna: Mottog 34 300 M1 och 2630 M1D-gevär från den amerikanska regeringen 1950–1975.[4]
- Saudiarabien: Mottog 34 530 M1-gevär från den amerikanska regeringen före 1975.[4]
- Sydkorea: Mottog 296 450 av M1-gevär från den amerikanska regeringen 1964–1974.[4]
- Sydvietnam: Mottog 220 300 M1 och 520 M1C/M1D-gevär från den amerikanska regeringen 1950–1975.[4]
- Thailand: Mottog ca 40 000 M1-gevär från den amerikanska regeringen före 1965.[4]
- Turkiet: Mottog 312 430 M1-gevär från den amerikanska regeringen 1953–1970.[4]
- USA: Standardgevär i den amerikanska armén, flottan, marinkåren och flygvapnet 1936 till 1963.[källa behövs] Används fortfarande för officiella militära ceremonier och ROTC-enheter.
- Uruguay[9]
- Venezuela: Mottog 55 670 M1-gevär från den amerikanska regeringen före 1975.[4]